# Asioplesiadapis youngi
Asioplesiadapis youngi és una espècie extinta de primat de la família dels plesiadàpids que visqué a l'Àsia oriental durant l'Eocè inferior, fa entre 48,6 i 55,8 milions d'anys. Se n'han trobat restes fòssils a la formació de Wutu, a la província xinesa de Shandong. Es tracta de l'única espècie del gènere Asioplesiadapis i de la subfamília dels asioplesiadapins (Asioplesiadapinae). Era minúscul. La fórmula dental del maxil·lar inferior i la morfologia de les dents incisives recorden Plesiadapis, un parent força més gros d'Europa i Nord-amèrica. El nom genèric Asioplesiadapis significa ‘Plesiadapis d'Àsia’ i es refereix al fet que fou el primer plesiadàpid descobert en aquest continent, mentre que el nom específic youngi li fou assignat en honor del paleontòleg xinès Yang Zhongjian.